# 프레지
프레지(Prezi)는 클라우드 기반의 프레젠테이션 도구이다. 프레지란 이름은 프레젠테이션의 앞부분에서 따온 말이며, 줌 효과로 화면을 전환하는 인터페이스(Zoomable User Interface, ZUI)로 유명하다. 2012년 SBS에서는 프레지를 활용한 뉴스 프레지를 선보이기도 했다.

## 역사
헝가리 출신의 건축가 겸 시각예술가 아담 솜러이 피셔(Adam Somlai-Fischer)는 2001년부터 줌을 활용한 프레젠테이션으로 좋은 반응을 얻었다. 2007년 부다페스트 기술대학 교수인 피터 할라시(Peter Halacsy)는 이를 이용한 프레젠테이션 도구를 만들자고 설득했고, 전문경영인 피터 알바이(Peter Arvai)를 영입하며 2009년 4월 프레지 서비스를 시작하게 된다.

## 제품 및 기능

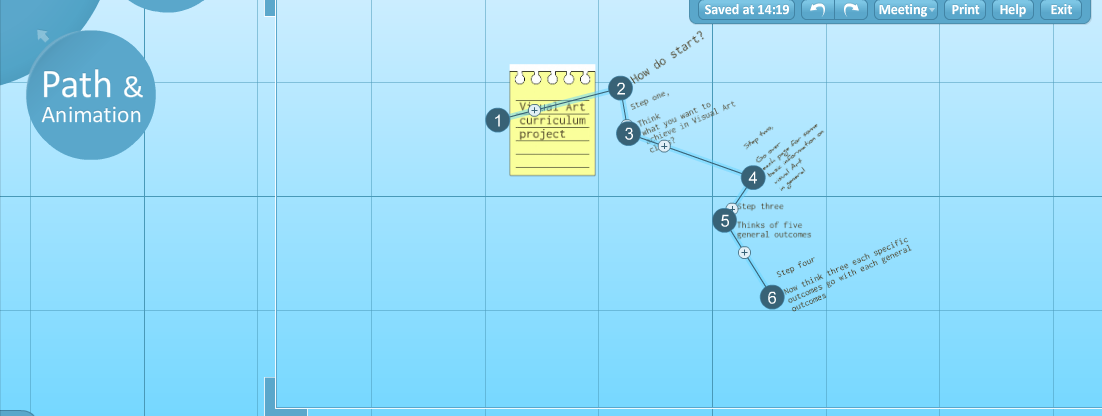
프레지 경로 도구.

- 프레지 ZUI
- 프레지 데스크톱
- 프레지 콜라보레이트
- 프레지 뷰어 (아이패드용)